# 花cherie
「花cherie」（はなしぇり）は、西島隆弘のソロ名義「Nissy」の7thシングル。2017年4月19日に発売。mu-moショップ限定発売。

## 解説
2017年1作目のシングル。表題曲は資生堂マシェリWebスペシャルムービーテーマソングに起用されている。初回生産限定盤にはグッズとして詰め替え用ボトルが付いている。また、CD発売に先立ち、2017年3月10日にiTunesで先行配信された。

## 収録曲

### CD
1. 花cherie [5:08]
（作詞：SAEKI youthK・Takahiro Nishijima / 作曲：SAEKI youthK）
資生堂マシェリWebスペシャルムービーテーマソング

### DVD
1. 花cherie（Music Video）
2. 永遠という名の花　花cherie篇（Web Movie）
3. 花cherie（Music Video Making）
4. 花cherie（Document Music Video）
5. Nissy Entertainment 1st LIVE Trailer